# 金屋町 (広島市)
金屋町（きんやちょう）は、広島市南区の町名。丁目は無い。住居表示実施済み。郵便番号は732-0825（宇品郵便局管区）。

## 歴史
もと段原村に属した。はじめは茅屋町（かややちょう）と称したが、たびたび火災があったため、1797年（寛政9年）に町民が願い求め今の名に改めた。最初は「かなやちょう」と読んでいたが近くにある銀山町（かなやまちょう）と混同されるため「きんやちょう」に変更されたと伝えられている。

## 人口
『芸藩通志』には、165戸、1201人とある。1925年末の現住戸数・現住人口は381・1374。2018年6月末の世帯数・人口は、476・696。

## 経済
1986年まで、当地にはフタバ図書の本社があった。

### 産業
店・企業

| - アビスト広島支店 - イナリオフィスプラザ - エコプラチナム広島営業所 - エコー・システム - エフエフ・ユー - カワタ広島営業所 - ケイ・シー・シー - トップアート広島店 - ニシヤマ - ファルコバイオシステムズ広島営業所 - プロスペリティー - 久光製薬広島支店 | - メディアス - メディカルジョブセンター広島支社 - 京屋本社 - 和興商事 - 富士広告社広島支社 - 岡田本店 - 廣済堂広島情報センター - 橋本商会 - 田宮パーツ本社 - 白寿生科学研究所広島営業所 - 祥和電業 - ECS |

## 地域

### 教育
- 小井手ファッションビューティ専門学校

### 健康
- 出口内科クリニック
- 三好デンタルオフィス
- やまだ矯正歯科クリニック

### 相談
- 坂木昭藤司法書士事務所
- 原野勝彦税理士事務所
- 松谷英夫税理士事務所

## 出身・ゆかりのある人物
- 古堀新平（穀物商）[5]
- 檜山英一[5]
- 増田三郎[5]
- 増田粲[5]
- 矢崎博之[5]